# Jiben quanfa
Jiben quanfa (基本拳法, fondamentali dei metodi dei pugni) è un termine delle arti marziali cinesi che sta ad indicare tutti i possibili modi di utilizzo dei pugni, cioè le tecniche.

## Alcuni elenchi
Nei testi di Wushu vengono elencate le seguenti:
| IDEOGRAMMI | Nome in Pinyin | Nome in italiano                 |
| 1横拳      | Hengquan       | Pugno orizzontale                |
| 2钉拳      | Dingquan       | Pugno chiodo                     |
| 3插拳      | Chaquan        | Pugno che spinge con forza       |
| 4圈拳      | Quanquan       | Pugno circolare                  |
| 5扫拳      | Saoquan        | Pugno che spazza                 |
| 6抛拳      | Paoquan        | Pugno lanciato                   |
| 7盖拳      | Gaiquan        | Pugno nascosto                   |
| 8撞拳      | Zhuangquan     | Pugno che urta contro            |
| 9钻拳      | Zuanquan       | Pugno che perfora                |
| 10斩拳     | Zhanquan       | Pugno che spacca                 |
| 11搠拳     | Shuoquan       | Pugno che imbratta               |
| 12截拳     | Jiequan        | Pugno che intercetta             |
| 13假拳     | Jiaquan        | Pugno falso                      |
| 14正拳     | Zhengquan      | Pugno dritto                     |
| 15冲拳     | Chongquan      | Pugno battente                   |
| 16砸拳     | Zaquan         | Pugno che colpisce violentemente |
| 17劈拳     | Piquan         | Pugno fendente                   |
| 18崩拳     | Bengquan       | Pugno esplosivo                  |
| 19炮拳     | Paoquan        | Pugno cannone                    |
| ecc        | ecc            | ecc                              |

Questo è l'elenco , deducibile dall’Enciclopedia del Kungfu Shaolin, dei Jiben Quanfa della Scuola Chang:
| IDEOGRAMMI | Nome in Pinyin | Nome in italiano           |
| 1正拳      | Zhengquan      | Pugno dritto               |
| 2立拳      | Liquan         | Pugno verticale            |
| 3仰拳      | Yangquan       | Pugno rivolto verso l'alto |
| 4崩拳      | Bengquan       | Pugno che si schianta      |
| 5栽拳      | Zaiquan        | Pugno che cade a terra     |

Questo è invece un elenco dei Quanfa dello Zhoujiaquan:
| IDEOGRAMMI | Nome in Pinyin | Nome in italiano            |
| 1穿拳      | Chuanquan      | Pugno penetrante            |
| 2辊捶      | Gunchui        | Colpo che ruota             |
| 3兜捶      | Douchui        | Colpo che avvolge           |
| 4鞭捶      | Bianchui       | Colpo frustato              |
| 5下擘拳    | Xiaboquan      | Pugno che colpisce basso    |
| 6挂捶      | Guachui        | Colpo che rimane impigliato |

Questi i Quanfa del Chaquan:
| IDEOGRAMMI | Nome in Pinyin | Nome in italiano  |
| 1立拳      | Liquan         | Pugno verticale   |
| 2平拳      | Pingquan       | Pugno orizzontale |
| 3斜拳      | Xiequan        | Pugno inclinato   |

Zheng Chen riporta cinque Tecniche di Pugno (拳法T, 拳法 S, quánfǎP,  ch'uan fa  W) nel Taijiquan:
| IDEOGRAMMI | Nome in Pinyin | Nome in italiano | tipologie di tecniche che rientrano sotto questo nome |
| 1直拳      | Zhiquan        | Pugno diretto    | - Pugno che urta con violenza (冲拳T, 冲拳 S, chōngquánP, chong ch'uan W); - Colpo con la mano nascosta (掩手捶T, 掩手捶S, yǎnshǒuchuíP, yan shou chui W); - Colpire in tirare una freccia alla tigre (彎弓射虎捶T, 弯弓射虎捶S, wāngōngshèhǔchuíP, wan kung she hu chui W)                                                           |
| 2摆拳      | Baiquan        | Pugno montante   | - Colpo circolare (圈捶T, 圈捶S, quānchuíP, chuan chui W); - Colpo che si basa sul gomito (肘底捶T, 肘底捶S, zhǒudǐchuíP, chou ti chui W) |
| 3勾拳      | Gouquan        | Gancio           | - Colpo che impedisce di essere spostato (搬攔捶T, 搬拦捶S, bānlánchuíP, pan lan chui W); - Girarsi e guardare il quadro (回头看画T, 回头看画S, huítóukànhuàP, hui tou kan hua W) |
| 4劈拳      | Piquan         | Pugno ad ascia   | - Colpo che batte sollevandosi (吊打捶T, 吊打捶S, diàodǎchuíP, tiao ta chui W); - Colpo ad ascia ruotando il corpo afferrando e tenendo (擒拿轉身劈捶T, 擒拿转身劈捶S, qínnázhuǎnshēnpīchuíP, chin na chuan shen pi chui W); - Pugno ad ascia dell'attendente di Buddha (金刚劈拳T, 金刚劈拳S, jīngāngpīquánP, chin kang pi ch'uan W) |
| 5鞭拳      | Bianquan       | Pugno Frustato   | - Pugno orizzontale (橫拳T, 横拳S, héngquánP, heng ch'uan W); - Grappola di colpi (串捶T, 串捶S, chuànchuíP, chuan chui W) |